# Неа Ираклица
Неа Ираклица (на гръцки: Νέα Ηρακλείτσα, Νέα Ηρακλίτσα) е село в Гърция, дем Кушница, област Източна Македония и Тракия.

## География
Неа Ираклица морско селище, разположено на 13 километра западно от град Кавала, на надморска височина от 15 метра. Известно е с живописното си пристанище и плажа си, който е смятан за вторият сред най-добрите в района на Кавала.

## История
Селото е основано от бежанци от Източна Тракия в 1924 година по споразумението за обмен на население между Гърция и Турция след Лозанския мир и е заселено от гърци бежанци, които в 1928 година са 102 семейства с 325 души, като селото е чисто бежанско. Името в превод означава Нова Ираклица. В 1941 година българска статистика показва 500 жители.
Населението произвежда тютюн и овошки и в по-малка степен пшеница.
Част е от тогавашния дем Елевтерес по закона Каподистрияс. С въвеждането на закона Каликратис, Неа Ираклица е част от дем Кушница.
Една от основните забележителности в Неа Ираклица е църквата „Света Богородица Фанеромени“.
| Година    | 1913 | 1920 | 1928 | 1940 | 1951 | 1961 | 1971 | 1981 | 1991 | 2001 | 2011 | 2021 |
| --------- | ---- | ---- | ---- | ---- | ---- | ---- | ---- | ---- | ---- | ---- | ---- | ---- |
| Население |      |      | 389  | 470  | 449  | 441  | 359  | 399  | 416  | 959  | 1560 | 1596 |

В 1991 година северната махала Саранда се води самостоятелно селище с 93 жители.
- Църквата „Света Богородица Фанеромени“
- Църква
- Паметник
- Пристанището
- Пристанището
- Изглед